# Spoel

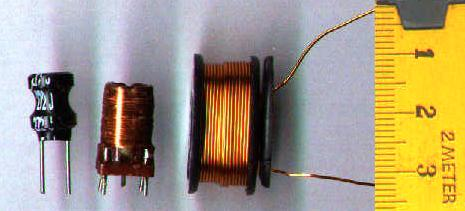
Spoelen als elektronische componenten

Schematisch symbool van een spoel

Een spoel is een elektrische component bestaande uit geleidende wikkelingen, meestal van koperdraad, op een spoelvorm (meestal van kunststof) waarin zich al dan niet een magnetiseerbare (weekijzeren) kern bevindt, die wel of niet beweegbaar is. Twee magnetisch gekoppelde spoelen vormen een transformator.

## Werking
Als er een elektrische stroom door een draad loopt, wordt rondom de draad een magnetisch veld opgewekt. Is de draad in een cilindervormige spiraal (bijvoorbeeld om een koker of een buis) tot een spoel gewikkeld, dan wordt het magnetische veld binnen de spoel gebundeld en krijgt het een richting. Als zich in de buis een magnetiseerbaar materiaal (weekijzer, ferriet) bevindt, wordt de bundeling van het opgewekte magnetisme sterk vergroot. Omgekeerd zal de spoel een veranderlijk magnetisch veld omzetten in een elektrische spanning.

## Toepassing

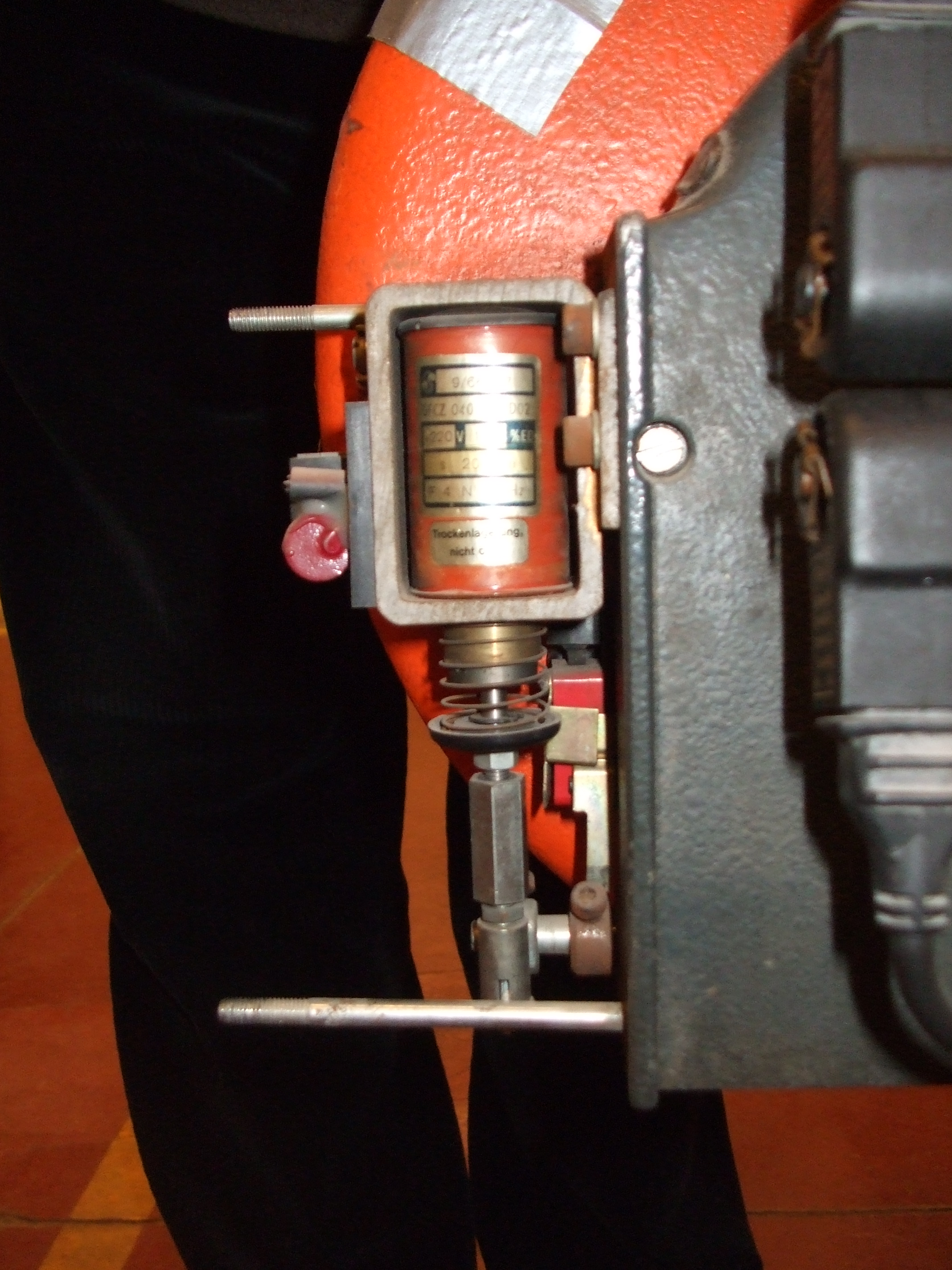
Een spoel als actuator op een stookoliebrander

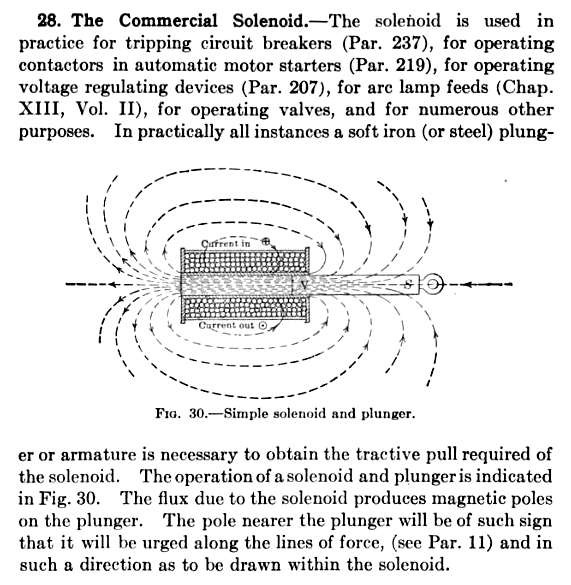
Uitleg van een spoel gebruikt als elektromechanische actuator

Spoelen worden hoofdzakelijk toegepast als:
- elektr(on)ische component
- onderdelen van een transformator
- veld- of ankerwikkeling in elektromotoren
- elektromechanische actuator

### Component
In de elektronica worden spoelen met name gebruikt voor filtering en als onderdeel van frequentiebepalende circuits voor afstemming of het genereren van signalen. Storende signalen van apparaten, zoals elektromotoren en tl-verlichting, kunnen worden verzwakt door het gebruik van een spoel.

### Transformator
Een transformator bestaat in principe uit twee of meer spoelen die magnetisch gekoppeld zijn.

### Veld- of ankerwikkeling
Voor het opwekken van het benodigde magnetische veld in elektromotoren worden spoelen gebruikt, meestal gewikkeld op kernen van gelamelleerd weekijzer.

### Actuator
Als elektromechanische component wordt de spoel ook wel aangeduid als solenoïde, een letterlijke vertaling van het Engelse solenoid (spoel). De spoel is dan een actuator, een constructie die een mechanische (meest lineaire) beweging opwekt bij het aanbrengen of wegnemen van een elektrische stroom door de spoel. De beweging wordt veroorzaakt doordat de opgewekte magnetische krachten in de delen van de kern elkaar aantrekken of loslaten. Het kan hierbij gaan om een relais, waar deze beweging elektrische contacten bedient, een ventiel of klep, die een vloeibaar of gasvormig medium, zoals water, olie, stoom of lucht doorlaat of blokkeert, of een elektromagneet, die een anker tegen zijn kern aangetrokken kan houden zolang de stroom vloeit. In pneumatische stuurventielen worden spoelen toegepast als stuurelement, het werkelijke schakelen van het medium wordt door perslucht verzorgd.

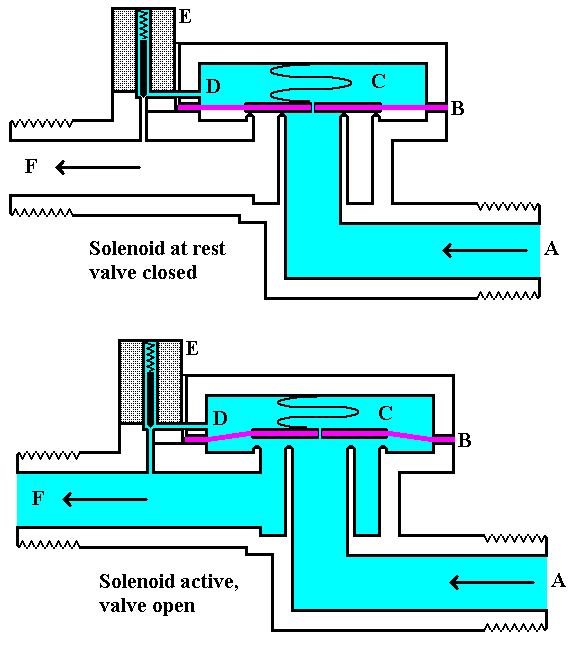
A - Inlaat
B - Membraan
C - Drukkamer
D - Drukontlasting
E - Solenoïde
F - Uitlaat
Spoel als stuurelement

## Zelfinductie
Door zijn constructie heeft een spoel een zelfinductie, wat inhoudt dat iedere stroomverandering wordt tegengewerkt door een geïnduceerde elektrische spanning volgens:
{\displaystyle U_{\text{ind}}=-L{\frac {\mathrm {d} I}{\mathrm {d} t}}=-N{\frac {\mathrm {d} {\mathit {\Phi }}_{\text{b}}}{\mathrm {d} t}}}.
Hierin is
{\displaystyle U_{\text{ind}}} de opgewekte elektrische spanning in volt
{\displaystyle I} de elektrische stroom in ampère
{\displaystyle L} de zelfinductie van de spoel in henry.
{\displaystyle N} het aantal windingen van de spoel
{\displaystyle {\mathit {\Phi }}_{\text{b}}} de magnetische flux in de spoel in weber.
Het minteken wijst op het tegenwerken van de spoel (inductie).
Deze formule heet de wet van Lenz, opgesteld in 1833 (of '34) door de Baltische natuurkundige Heinrich Lenz, als uitbreiding van de inductiewet van Faraday. De beginletter L van zijn naam wordt gebruikt als symbool voor zelfinductie.
Een smoorspoel is een spoel met een grote zelfinductie en een geringe ohmse weerstand. Smoorspoelen worden vaak toegepast om wisselstroomcomponenten (AC) te onderdrukken in bijvoorbeeld een gelijkrichter.

## Complexe impedantie
Wanneer door een spoel met zelfinductie {\displaystyle L} een stroom 
{\displaystyle I=I_{0}\cdot e^{j\omega t}}
in de vorm van een enkele sinus loopt, kan de geïnduceerde spanning gevonden worden uit:
{\displaystyle U_{\text{ind}}=-L{\frac {\mathrm {d} I}{\mathrm {d} t}}=-L\cdot j\omega I_{0}\cdot e^{j\omega t}=-j\omega L\cdot I}
De spanning {\displaystyle U} over de spoel is tegengesteld aan de inductiespanning, dus:
{\displaystyle U=-U_{\text{ind}}=j\omega L\cdot I}.
Voor de inductantie, de complexe impedantie van de spoel, volgt dus: 
{\displaystyle Z_{L}=j\omega L}.

### Niet-ideale spoel
Een niet-ideale spoel heeft altijd een elektrische weerstand {\displaystyle R_{\text{L}}} (inwendige weerstand) die als serieweerstand kan worden opgevat. In dat geval wordt de complexe impedantie:
{\displaystyle Z_{L}=R_{\text{L}}+j\omega L}.

## Verschillende toepassingen
- Als energiebuffer. Spoelen kunnen gebruikt worden in elektronische schakelingen om hun zelfinductie. Zie smoorspoel, tl-lampen en schakelende voeding.
- Omzetting naar magnetisme. Soms bevat een spoel een ferromagnetische kern. Door de magnetische kern neemt de inductie toe. Een spoel wekt onder invloed van elektrische stroom een magnetisch veld op.
- Omzetting van elektrische energie naar mechanische beweging. Dit effect wordt toegepast in:
  - Deurbellen
  - Elektromotoren
  - Relais
  - Luidsprekers
  - Loopwerken en lees/schrijfkoppen in harde schijven
  - Elektrische deursloten
- Omzetting van magnetische energie naar elektriciteit. Dit principe wordt toegepast in:
  - Generatoren/dynamo's
  - Transformatoren
  - Bobines
  - Dynamische microfoons
  - Gitaarelementen

## Richting en grootte van het magnetisch veld
Om bij het ontwerp van deze apparaten gemakkelijk de richting van het magnetisch veld en de elektrische stroom ten opzichte van elkaar te onthouden wordt de kurkentrekkerregel of de rechterhandregel toegepast.
De grootte (en richting) kan worden berekend met de wet van Biot-Savart of benaderd met behulp van het magnetisch moment.